# 仮面ライダーEVE-MASKED RIDER GAIA-
『仮面ライダーEVE-MASKED RIDER GAIA-』（かめんライダーイブ マスクドライダーガイア）は、角川書店の雑誌『特撮エース』にNo.016まで連載された早瀬マサトの小説。

## 概要
石ノ森章太郎による漫画『仮面ライダー』の続編であり、大まかなプロットや主人公・仮面ライダーガイアのデザインは、石ノ森が雑誌掲載として企画していた遺稿を元にしている。ただし、V3からZXの間の出来事は概ねテレビシリーズに準ずるものとなっている。
当初『特撮エース』側からは漫画連載という依頼であったが、当時すでに『仮面ライダーSPIRITS』が連載されていたため、小説（ビジュアルノベル）という形になり、さらに同じビジュアルノベルの『S.I.C. HERO SAGA』との差別化のためアニメテイストのビジュアルとなった。
タイトルの『仮面ライダーEVE』とは主人公の名ではなく、主人公・門脇純/ガイボーグが仮面ライダーになるまでの物語（仮面ライダー前夜の章）を意味しており、「異聞」にも掛けられている。
単行本は、『特撮エース』の出版社である角川書店からではなく、講談社から2007年に発売された。

## 登場人物

### 仮面ライダー
かつて数々の悪の組織に立ち向かった歴代仮面ライダー。門脇純以外の各ライダーのデザインは石ノ森オリジナルのものを使用し、特にXライダーのカラーリングは手袋が水色のNG版となっている。また、人間体の時の服装はそれぞれテレビシリーズのファッションを踏襲しており、風見志郎が特にわかりやすく描かれている。
下記以外の風見志郎/仮面ライダーV3、神 敬介/仮面ライダーX、山本 大介/仮面ライダーアマゾン、城 茂/仮面ライダーストロンガー、筑波 洋/スカイライダー、沖 一也/仮面ライダースーパー1、村雨 良/仮面ライダーZXについては、滝や藤兵衛の口からその活躍が語られ、終盤、復活したショッカー首領に立ち向かうために全員が日本に駆けつける。そのうちのアマゾン、スカイライダー、スーパー1は敵に操られて同士討ちを演じてしまうが、本郷の機転で正気に戻り、最終的に10人ライダー全員で、肉体が崩壊しかけていた純に「ライダーシンドローム」でエネルギーを注ぎ込む。終盤の登場ながら、全員に絵や台詞が用意されており、村雨良が、悪が滅んだ後の自分たち改造人間の存在意義についてシビアでシニカルな発言をしたために、沖一也と殴り合いになりかけたところをアマゾンが割って入り、結城や一文字が、本郷と純の思いを伝えることでその場を収める、といった描写がなされている。
門脇 純/ガイボーグ/仮面ライダーガイア
本編の主人公。本編より30年前にショッカーに拉致され、改造されて「ガイボーグ」となる。ダブルライダーによるショッカー要塞崩壊後も保存カプセルが無事だったため、30年後に地震による土砂崩れの影響で蘇り、30年の時差が生んだ悲劇に直面しながらも成長して仮面ライダーの名を背負う。年齢は歴代の仮面ライダーが20代の青年であるのに対し改造当時17歳の高校生最年少である。改造前は剣道部に所属していた。仮面ライダーと同等の性能を持つ肉体に加え、植物に影響を施し、天候や炎を操るなど自然現象を自分の力とする能力を持つ。必殺技は触角から放つ電撃で、これで数多くの怪人を葬っている。
純と同時に蘇ったショッカー怪人たちが、当初は親しく話しかけていたことから、30年前は洗脳も施されていたと思われるが、偶然にも純は蘇った直後は記憶を失っていたため洗脳が解除されていた。イラストではバックルに埋め込まれている石のカラーはイエロー、文中では赤となっている点が食い違っている。
ガイボーグとは個体名ではなく、ショッカー首領を収める器として造られた改造人間の総称である。バックル部分に埋め込まれている石はショッカー首領の種子であり、これがないと体を維持することができない。ショッカー首領との戦いでは、首領に体を取り込まれてしまい、本郷猛のテレパシーと父・純一郎の残留思念による呼びかけで自我が目覚め、首領から分離するものの、石を奪われ体を維持できなくなってしまう。しかし、純を助けようとする10人ライダーの「ライダーシンドローム」によって彼らの力を注ぎ込まれ、仮面ライダーガイアへと生まれ変わった。そしてライダーキックでショッカー大首領を倒すも、大首領の爆発に巻き込まれ消息不明となる。
彼専用のマシン「クルセイダー」には、SMARTBRAINのロゴが描かれたパーツが使用されている。
本郷 猛/仮面ライダー1号
前作ではショッカーライダーとの戦いで肉体を失った後も、一文字隼人とテレパシーでコミュニケーションをとり、アンドロイドの体に脳を移植して共に戦い、漫画作品としては描かれていないものの、ショッカーおよびゲルショッカーを壊滅させた。
その後は、ほぼテレビシリーズと同じような経緯で多くの悪の組織と戦い続けていたようであるが、本作品開始時では再び脳髄の状態で眠りについていた。終盤、結城丈二の手を借りて再びアンドロイドの体に脳を移植し完全復活する。
強化服のカラーリングはヘルメットのクラッシャーの色がグレーで、頭部にあった銀色のラインも無く、手足は白か銀色でスーツは黒一色と原作を意識したものとなっている。また、ショッカー首領に肉体を取り込まれた純を救出するため、純の精神世界の中で往年の肉体が健在だったころの姿で純の前に現れる。
一文字 隼人/仮面ライダー2号
かつて、本郷猛とともにショッカーと闘った仮面ライダー。ショッカー残党の暗躍を知り、南米から駆けつけた。当初は改造人間として異質な純を危険視し拒絶する。その後も単身ショッカー残党と戦っていたが、やがて純からショッカー大首領の器のために改造されたという運命を背負った自らの“覚悟”を聞かされたことで、純とある約束を交わし、協力してショッカーと立ち向かうようになる。
そのスーツのカラーリングは、テレビ版の旧2号のままである。容姿はサイボーグである関係で、改造当時の青年の姿を留めており、30年の経過を全く感じさせない。
結城丈二/ライダーマン
かつてデストロンの科学者であった4番目の仮面ライダー。歴代ライダーの中で唯一生身の肉体の持ち主。純の体組織を調べるため、藤兵衛に呼ばれ来日した。窮地に陥った一文字と滝を救出したり、本郷を仮面ライダー1号の身体で目覚めさせるなど、見せ場が多い。「オクトパスアーム」や「オペレーションアーム」など、設定のみ存在していたカセットアーム（アタッチメント）も使用している。

### 仮面ライダーの協力者と関係者
滝 二郎
かつて本郷や一文字とともにショッカーに立ち向かったFBI捜査官。現在は休職中。50代ながら身体能力は衰えておらず、1号のスーツを拝借して怪人と戦うなどの活躍を見せる。
戦いで負傷を負ったために入院した際、看護士の恭子の尻を撫でる（直後ビンタを喰らうが）など、原作時代と変わらずノリが良い。
立花 藤兵衛
本郷家に仕える老執事。第二次世界大戦中、妻と生き別れになったことが語られる。
如月 恭子
勝良病院の看護士。寮暮らしであったが、ショッカーのアジトであった病院が爆破されたため、本郷邸に居候することになる。実は戦時中に生き別れとなった立花藤兵衛の妻の孫だったことが判明する。
進藤 晶
交通事故で勝良病院に入院していた少年。恭子とともに本郷邸に居候することとなる。

### ショッカー
ショッカー首領
ショッカーをはじめとする数々の組織を支配していた大首領。その正体はツングース隕石に乗って地球に飛来した植物に似た寄生生命体で、その真の目的は仲間を移住させるために、地球を故郷の惑星と同じ条件に改造することであった。自らの器としてガイボーグを造らせ、純とジェイドの2人に赤と緑の種子を移植していた。ジェイドとネコ怪人の子である蜻蛉の少年の体を乗っ取り復活を遂げ、さらに純を取り込んで完全体となった。改造人間たちに力を与える能力を持ち、キングダークや岩石大首領などのかつて滅んだ怪人を復活させた。ネオショッカー大首領と同型の翼竜に乗る。
門脇 純一郎/ジェイド
純の父。30年前、失踪した純を捜してショッカーのアジトにたどり着くものの、捕らえられて改造人間に改造された。ショッカー大要塞で造られた最後の改造人間で三葉虫に似た姿をしており、電磁鞭が武器。純を新たなショッカー首領に君臨させようとする。その容姿は改造手術の際に若返っており、髪や瞳の色が異なる点を除けば純に良く似ている。ネコ怪人との間の子（蜻蛉の少年）が生まれた後は、純に代わってこの子をショッカー大首領に仕立てようとする。しかし自身もまたショッカー首領の器であり、ジェイドとはショッカー首領の種子である緑の石を指している名であった。首領に肉体を完全に操られてしまっており、首領の種子が蜻蛉の少年へ移ったため体を維持できなくなり、老化し溶け落ちた。後、ショッカー首領に肉体を取り込まれ意識が眠っていた純の精神世界の中に、人間、門脇純一郎の心を取り戻して現れ、父親としての気持ちを純に伝えると共に、同じく助けに来ていた本郷と共に純の覚醒とショッカー首領からの分離を助ける。
カメレオン怪人
勝良病院に潜伏していた怪人。変身能力と光学迷彩を持つ。病院の秘密で知った人間を襲っていた。病院が爆発するときに純に助けられ、彼と行動を共にする。変身能力の弊害で本来の人間としての顔を忘れてしまっていたが、死の間際に本当の顔を取り戻す。
ネコ怪人
純を罠にはめ、彼を仲間から孤立させようとする。ジェイドの愛人。彼の子を身ごもる。母になる者にして子供を見殺しにできず、暴走した巨大タカアシガニから晶が救うも瀕死の重傷を負い死亡する。ガイボーグの愛機クルセイダーに負けない俊足を誇る。
蜻蛉の少年
ジェイドとネコ怪人との間に生まれた、史上初の純粋な怪人。超未熟児として生まれ落ち、すぐにサナギに包まれた。ふ化直後起こした風で、その場にいた全員を吹き飛ばしてしまう力があり、その特殊性から、ショッカー首領の器に狙われ寄生されてしまう。
ビッグマシン
かつて仮面ライダーと戦った、ショッカー大要塞の指揮官。ライダーとの戦いで倒されたと思われていたが生き延びており、責任を負わされ30年間ガイボーグのシリンダーの管理をさせられていた。前作の人間味がない機械的な性格ではなく、人間臭い言動が目立ち自暴自棄になっていた。侵入した滝に、ショッカー首領の秘密と純の役割を明かした後、彼を殺害しようとするが、同じく基地に潜入していた仮面ライダー2号と交戦し、ライダーマンの助太刀を受けた彼に撃破された。機械を麻痺させる光線の威力は健在。
カマキリ怪人
純が遭遇した富士の樹海に潜伏していた怪人。人体を透視するレントゲンのような能力を持ち、仲間内では覗き屋（ピーピングトム）の語源とするトミーの愛称を持つ。人間態のまま彷徨っていた純に異常があるのかと持ち前のレントゲン能力で透視するが、記憶喪失だったために状況が飲み込めず恐慌状態だった純の放った超能力で焼き殺される。
クモ怪人
純に殺されたカマキリ怪人の恋人で、復讐のために純の母親を利用し純の殺害を行う。
コウモリ怪人
純が身を寄せていた本郷邸を襲撃する。多数の蝙蝠を従え空中での戦闘でも強力だが、夜行性のため強い光に弱く、目が眩んでしまう性質を持つ。
ワニ怪人
水中に潜み、近づいた人間を食べる習性を持つ。硬い皮膚を持ち、牙や爪だけでなく強力な尻尾で攻撃する。家族と再会するも家族から怪物と拒絶された過去を持ち、家族を捕食し人であることを捨ててしまった。
ウマ怪人
普段は勝良病院の院長を務め、見込みがありそうな人間を誘拐し怪人へと改造するなどの役割を担っていた。三十年前に純が誘拐されたのも勝良病院であった。高い走力を誇り、強力な足を使った蹴りを得意とする。
オオワシ怪人
ガスタンクを爆破する予告をし、純を誘き出した。東京ドームを攻撃しようとするも、仮面ライダー2号に倒された。カメレオン怪人曰く、球体に執着する性質を持っている。
カニ怪人
ジェイドの指示を受け、晶を誘拐して純を誘き出そうとする。自身も高い戦闘力を持つが、ショッカーのバイオ技術で生み出された体長10メートルを誇る巨大なタカアシガニを従える。ガイボーグの中に眠るショッカー首領に倒される。
行方不明怪人
ショッカー基地跡地へ侵入し滝が発見した十三本の中身が空のシリンダーがあり、活動を開始した怪人たちは主にシリンダーの中に眠っていた。

## 単行本
1. 小説 仮面ライダーEVE 1 誕生篇（ISBN 978-4-06-364693-1）
2. 小説 仮面ライダーEVE 2 哀哭篇（ISBN 978-4-06-364694-8）

いずれも挿絵は一色刷りで収録。期間限定の応募者特典として送付された画集には、連載当時と同じカラーで収録されている。